# Чиву
Чиву (енгл. Chivhu) је град у Зимбабвеу. Оригинално име Чивуа, Енкелдорн, је холандска и африканска реч која значи „усамљени трн“.Садашње име потиче из Шона језика и значи „мравињак“.